# Valmieras stikla šķiedra
АО «VALMIERAS STIKLA ŠĶIEDRA» — латвийская компания, производящая стекловолокно и изделия из него. Головной офис компании находится в Валмиере. Основанием компании принято считать 1963 год, когда были выпущены первые продукты.
«Valmieras stikla šķiedra» специализируется на производстве 3 различных видов стекловолокна (E-стекло, HR-стекло, SiO2-стекло) и изделий из них. Изготовленные изделия из стекловолокна используются для дальнейшей обработки, в технических (электрических, тепло- и звукоизоляционных) материалах, а также в качестве готовых материалов в машиностроении, строительстве и др.
Компания, расположенная в Валмиере, продаёт продукцию в более чем 40 стран мира, общий объем экспорта достигает около 97 %.
Акции АО «Valmieras stikla šķiedra» котируются на фондовой бирже Nasdaq Riga. Основные акционеры (февраль 2020 г.): «P-D Glasseiden GmbH Oschatz» (26,07 %), «P-D Management-Industries-Technologies GmbH» (23,93 %), «P-D Composites Handels-und Service GmbH» (18,83 %), «Corvalis GmbH» (11,97 %), Беатрис Прейс-Даймлер (Beatrix Preiss-Daimler, 9,42 %).

## История
Строительство «Валмиерского завода стекловолокна» было начато в 1959 году. Датой его основания считается 18 июля 1963 года, когда был выпущен первый готовый продукт. С конца 1960-х годов завод освоил выпуск мотоциклетных шлемов. В 1972 году открылся цех декоративных тканей.
В 1991 году «Валмиерский завод стекловолокна» был передан из подчинения Москвы Министерству промышленности и энергетики Латвийской Республики. 30 сентября 1991 года он был реорганизован в государственное предприятие «Валмиерский завод стекловолокна». После распада СССР объемы производства снизились и завод оказался в тяжелом финансовом положении. В 1993 году правительство Латвийской Республики приняло решение приватизировать Валмиерский завод стекловолокна с привлечением иностранного капитала. В 1996 году компания была приватизирована, 49 % акций приобрела немецкая компания «Glasseiden GmbH Oschatz». 18 декабря 1996 года компания была реорганизована в акционерное общество «Valmieras stikla šķiedra» .
В сентябре 2001 года введен в эксплуатацию современный одноступенчатый завод стекловолокна. В 2002 году немецкая компания «Vitrulan Textilglas GmbH» приобрела 30,8 % акций компании и стала вторым по величине акционером. В 2006 году открылось новое производство стекловолокна. Стоимость строительства завода составила 24,3 миллиона латов (36 миллионов евро), а его площадь — около 19 000 м².
В 2012 году началось строительство новой стекловаренной печи, с помощью которой можно получать жаростойкое стекловолокно. В 2013 году «Valmieras stikla šķiedra» приобрела британскую компанию «P-D Interglas Technologies» Ltd, которая была переименована в «VALMIERA GLASS UK» Ltd . Здесь производились стеклоткани для авиационной промышленности, теплоизоляции и архитектуры. В 2015 году в американском штате Джорджия в Дублине была основана вторая дочерняя компания «P-D VALMIERA GLASS USA» Corp. (52 % акций), путем создания завода по производству стекловолокна и изделий из стекловолокна. В 2018 году рядом с существующим войлочным заводом открылось второе предприятие «P-D VALMIERA GLASS USA» Corp. с стекловаренной печью и переработкой стекловолокна.
Во время реализации второй фазы открытия завода в США возник ряд непредвиденных препятствий, завод не смог выйти на требуемую производственную мощность, что привело к убыткам. 10 июня 2019 года американский банк потребовал, чтобы компания немедленно выплатила основную сумму кредита и начислила проценты в размере около 3 миллионов долларов, поскольку завод в США не смог выполнить свои обязательства по соглашению о кредитной линии. 17 июня 2019 года «Valmieras stikla šķiedra» подала заявление в Видземский районный суд в Валмиере о возбуждении дела о правовой защите. Второй завод в США был остановлен, а более 350 сотрудников были уволены.
В конце 2019 года в Валмиере достроена печь для плавления высокоплавкого оксидного стекла № 3.0 реконструкция; вложив 1,8 млн евро в этот проект. Хайнц Юрген Прейсс-Даймлер, председатель наблюдательного совета, скончался 4 февраля 2020 года в возрасте 80 лет. 3 марта 2020 года было объявлено, что дочерняя компания «P-D VALMIERA GLASS USA» Corp. подписала соглашение о продаже заводов первой и второй фазы в Дублине компании «Saint-Gobain Adfors America», Inc. за 17,5 млн долларов плюс дополнительная компенсация по контракту. Сделка была завершена 2 июня.

## Галерея
| - Поздравление видземских экспортных компаний. Премьер-министр Валдис Домбровскис, руководитель отдела продаж АО «Valmieras stikla šķiedra» Янис Жикутс (в центре) и министр экономики Артис Кампарс. - Премьер-министр Валдис Домбровскис посетил производственный завод АО «Valmieras stikla šķiedra», а президент АО Андрис Оскарс Брутанс ознакомил его с производственным процессом. - Премьер-министр Валдис Домбровскис посетил производственное предприятие АО «Valmieras stikla šķiedra» и встретился с руководством предприятия. - Завод «Valmieras stikla šķiedra». |